# Explosionsgefahr: Eine Stadt am Abgrund
Explosionsgefahr: Eine Stadt am Abgrund (Originaltitel Combustion) ist ein US-amerikanischer Katastrophenfernsehfilm aus dem Jahr 2004 von Kelly Sandefur, die auch für den Filmschnitt verantwortlich war. In den Hauptrollen sind Joe Lando, Gabrielle Carteris und Michael Gross zu sehen.

## Handlung
Der ehemalige NASA-Ingenieur Scott Daniels zieht von Houston in die idyllischen Kleinstadt Millwood. Dort arbeitet er als Stadtingenieur und lebt mit seiner Frau Laurie und dem gemeinsamen Sohn Jessie in einem Haus. Dieser täuscht Fieber vor, sodass er seine Eltern auf einen Ausflug nicht begleiten muss und lädt seine Freundin Carmen Saunders in das Haus ein. Sie stellt sich als Tochter von Allison Saunders, Scotts Ex-Freundin aus High-School-Zeiten heraus. Als sie in dem Haus eintrifft, findet sie Jessie bewusstlos vor. Seit einiger Zeit brechen an unterschiedlichen Orten immer wieder für die örtliche Feuerwehr unerklärliche Feuer aus. Feuerwehrchef Patterson hat die Vermutung, dass es sich um die gefährlichen Straftaten eines skrupellosen Brandstifters handelt. Scott widerspricht ihm allerdings und ist der Meinung, dass das Feuer natürlichen Ursprungs sei und nicht durch Vandalismus entsteht.
Scott geht deswegen gemeinsam mit seinem Freund Kenny Barrows eigenen Nachforschungen nach. Schon nach kurzer Zeit, kommt er tatsächlich zum Ergebnis, dass er mit seiner Theorie richtig lag. Allerdings findet er auch heraus, dass die Feuerchen lediglich die Spitze des Eisberges sind. Die Ölexplorationsfirma von Talbot arbeitet nämlich mit Dampfdruckbohrungen um eine alte Ölquelle zu erreichen. Dadurch entweichen nun das dabei freigesetzte hochexplosive Methangas in die örtliche Kanalisation der Stadt. Da Patterson die Baustelle unterstützt, hat er diese Information bewusst verschwiegen, um finanzielle Verluste zu verhindern. Aufgrund der Menge an Methan, könnte die Stadt jederzeit explodieren. Daher veranlasst Scott die sofortige Evakuierung der Bevölkerung. Bürgermeisterin Walker vereitelt dies aber, da sie sich gerade im Wahlkampf befindet und eine Evakuierung negativ für eine weitere Amtsperiode wäre. Er muss zudem auch seine eigene Familie in Sicherheit bringen.

## Hintergrund
Gedreht wurde der Film im kalifornischen Fillmore. Er feierte in den USA seine TV-Filmpremiere am 29. November 2004. In Deutschland erfolgte die Fernsehpremiere am 3. Juni 2005.
Der Film bildet den Abschluss von Henry Polic II Karriere als Filmschauspieler, der in der Rolle des Dr. Watson zum letzten Mal in einer Filmproduktion mitwirkte.

## Rezeption
„Katastrophenfilm, der die gängigen Versatzstücke des Genres mischt.“

„Hoffentlich gähnt sich keiner zu Tode.“

Im Audience Score auf Rotten Tomatoes hat der Film bei mehr als 1.000 Bewertungen eine positive Wertung von nur 25 %. In der Internet Movie Database hat der Film bei über 180 Stimmenabgaben eine Wertung von 4,9 von 10,0 möglichen Sternen.